# Ceropegia andamanica
Ceropegia andamanica är en oleanderväxtart som beskrevs av P. V. Sreekumar, K. Veenakunzari och M. Prashanth. Ceropegia andamanica ingår i släktet Ceropegia och familjen oleanderväxter. Inga underarter finns listade i Catalogue of Life.